# Skölsta
Skölsta is een plaats in de gemeente Uppsala in het landschap Uppland en de provincie Uppsala län in Zweden. De plaats heeft 281 inwoners (2005) en een oppervlakte van 39 hectare.